# 鄭舜功
鄭舜功（ていしゅんこう、生没年不詳）は、中国明後期の探検家。現在の広東省深圳市の出身。戦国時代の日本を調査し、日本の資料を分析して編纂された百科事典『日本一鑑』（または『日本一鑑 桴海図経』、中国のまたの名『捍海図経』）編者であり、後の写本が発見され、戦国時代日本の研究の重要資料とされている。
また、その一節が(軽重はともかく)尖閣諸島問題の話題の一つにもなっている。

## 業績と活動
明の嘉靖年間、中国の沿岸部は倭寇の襲撃を度々受けていた。当時の倭寇は王直に代表される中国人が多くを占めていたが、明の取締を逃れるために日本の五島列島や平戸島などの沿岸に拠点を構えている者も少なくなかった。だが、当時の日本は戦国時代にあり、倭寇を取締る体制になっていなかった。そこで、浙江都督であった楊宜は日本に使者を派遣して倭寇の取締を要請するとともに、日本の実情を探ろうと考えた。そこで使者に選ばれたのがもともと自ら志願を願い出ていた無官民間の鄭舜功であった。
嘉靖34年（日本の弘治2年/1556年）に琉球を経由して日本の豊後国に入国したが、当時同国を支配していた大友氏に捕えられて臼杵の海蔵寺龍宝庵に幽閉されてしまった。翌年、鄭舜功の部下が大友氏の使者とともに京都に赴いて室町幕府に倭寇禁圧の要請をする事を許されたが、鄭舜功自身は豊後にて軟禁状態に置かれていたものの、日本の国情の調査を行うことは許された。
嘉靖36年（日本の永禄元年/1558年）、大友氏の使僧とともに寧波に送り返されたものの、既に楊宜は趙文華・胡宗憲らによって失脚させられており、却って捕えられて四川に配流されて7年間にわたって牢に押し込められた。嘉靖年間末期(1566まで)に、または万暦年間の始め(元年1573)頃までに自己の日本での体験や日本の実情を記した『日本一鑑』を撰述した。